# ザ・フール (デザイン集団)

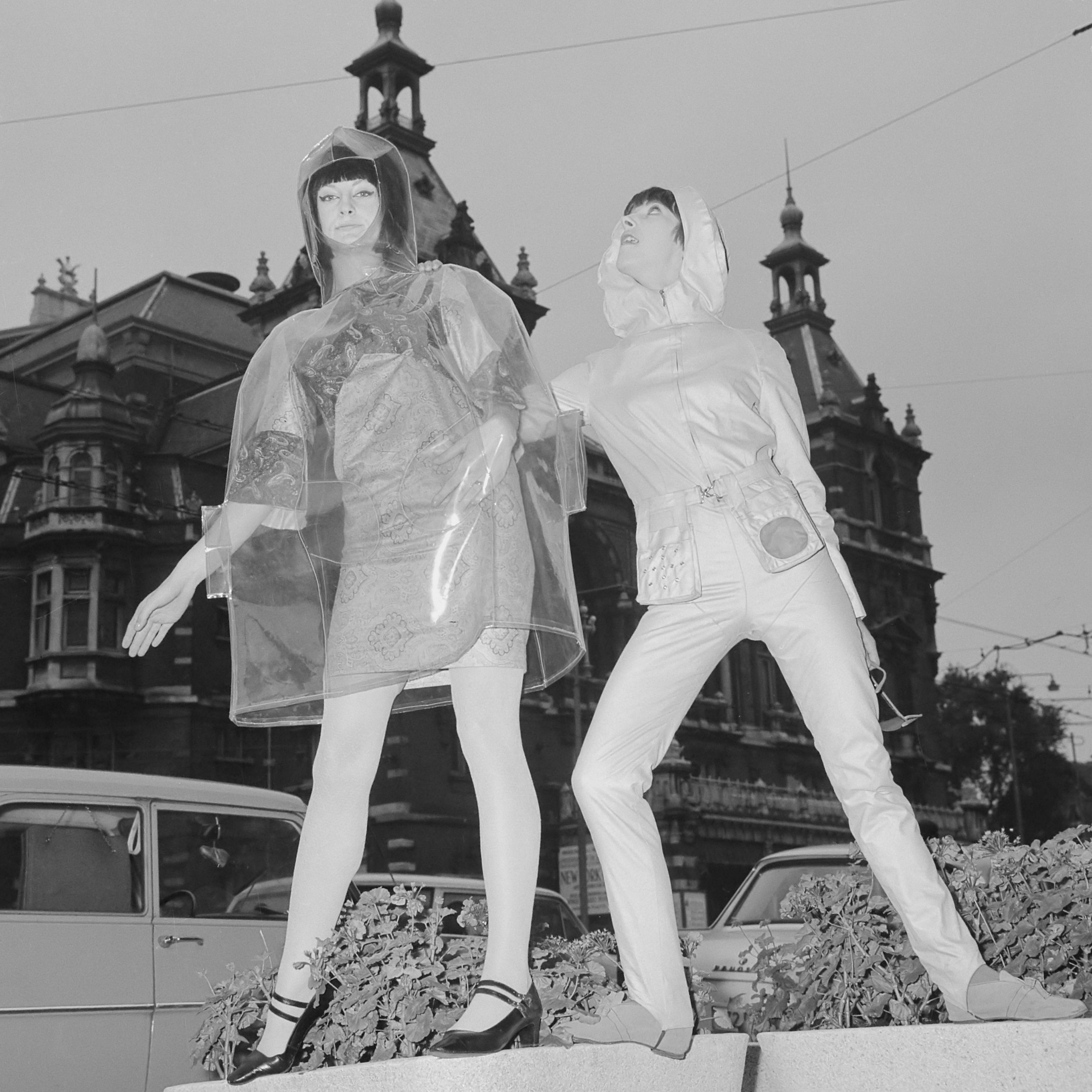
Josje LeegerとMarijke Koger。 (1965年)

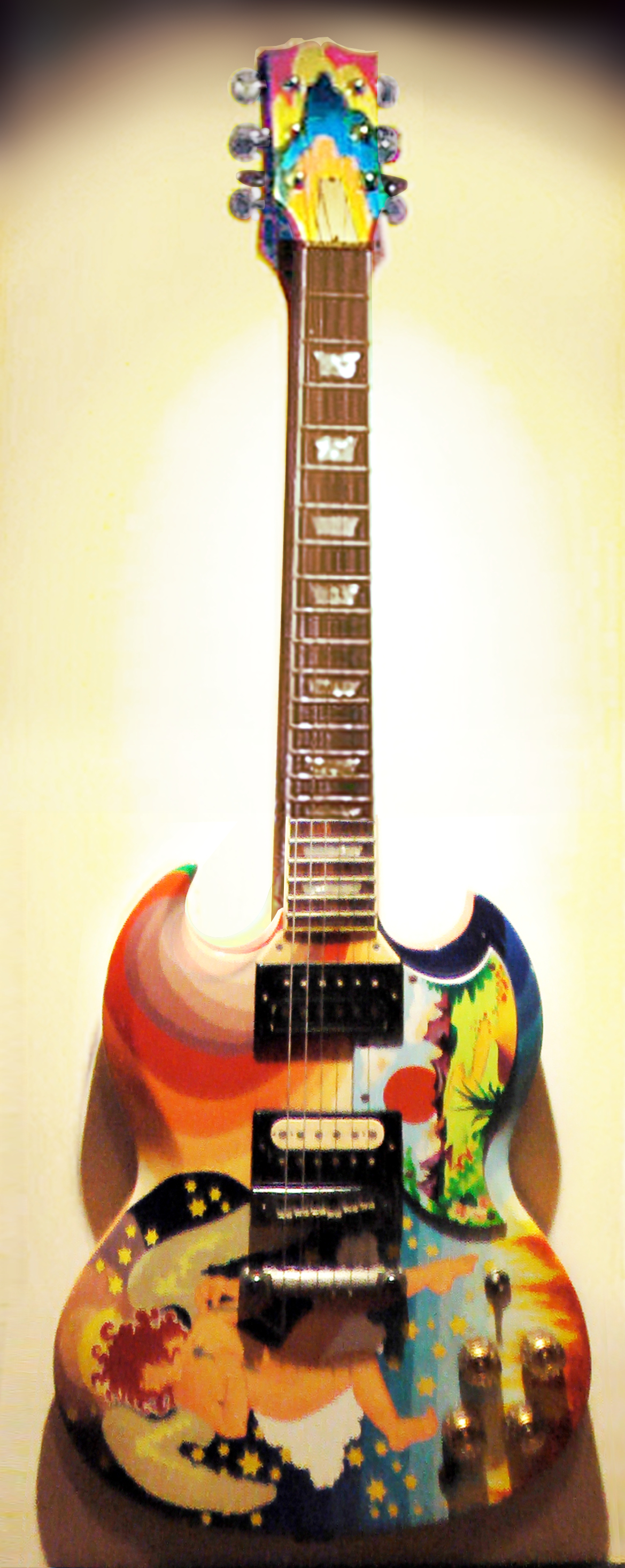
ギター「The Fool」のレプリカ。

ザ・フール（The Fool）は、1960年代後半の英国ポピュラー音楽においてサイケデリックスタイルの芸術活動をしたオランダ人デザイン集団、バンド。グループ名はタロットカードの「愚者」から。
オリジナルメンバーは、オランダ人アーティストのシーモン・ポシュマ（Simon Posthuma）とマレイケ・コーガー（Marijke Koger）。この2人は1966年、スペイン・イビサ島のヒッピー共同体の中から写真家カール・フェリス（Karl Ferris）により見出された。フェリスが撮影した2人のデザインした服はタイムズ紙に掲載された。後にバリー・フィンチ（Barry Finch）とアーティストのヨースエ・リーガー（Josje Leeger）がグループに参加した。

## デザイン
ザ・フールは、クリームのステージ衣装や楽器装飾をデザインし、エリック・クラプトンの「The Fool」の名で知られる著名なギブソン・SGギター、ジャック・ブルースのフェンダー・ベースVI、ジンジャー・ベイカーのドラムキットなど1967年USツアーの楽器も彼らによるものである。
ザ・ビートルズのためのデザインでは、1967年のテレビ番組『All You Need Is Love』の衣装、テレビ映画『マジカル・ミステリー・ツアー』の「I Am the Walrus」の衣装、ロンドン・アップル・ブティックの壁画、ジョン・レノンのピアノとギブソンのアコースティック・ギター、ジョージ・ハリスンの自家用車「ミニ」とバンガロー「Kinfauns」と何本かのギターなど。
その後ザ・フールはロサンゼルスに移り、1968年当時世界最大の壁画をブロードウェイ・ミュージカル『ヘアー』のためにアクエリアス・シアターの外壁に作画した。

### ジャケットを手掛けたアーティスト
- ホリーズ「エヴォリューション (Hollies album)（英語版）」（1967年）
- インクレディブル・ストリング・バンド（英語版）「The 5000 Spirits or the Layers of the Onion（英語版）」（1967年）
- ザ・ムーブ「Move (The Move album)（英語版）」（1968年）
- ボウデウェイン・デ・フロート（英語版）Picknick (album)（英語版）」（1968年）

## 楽曲

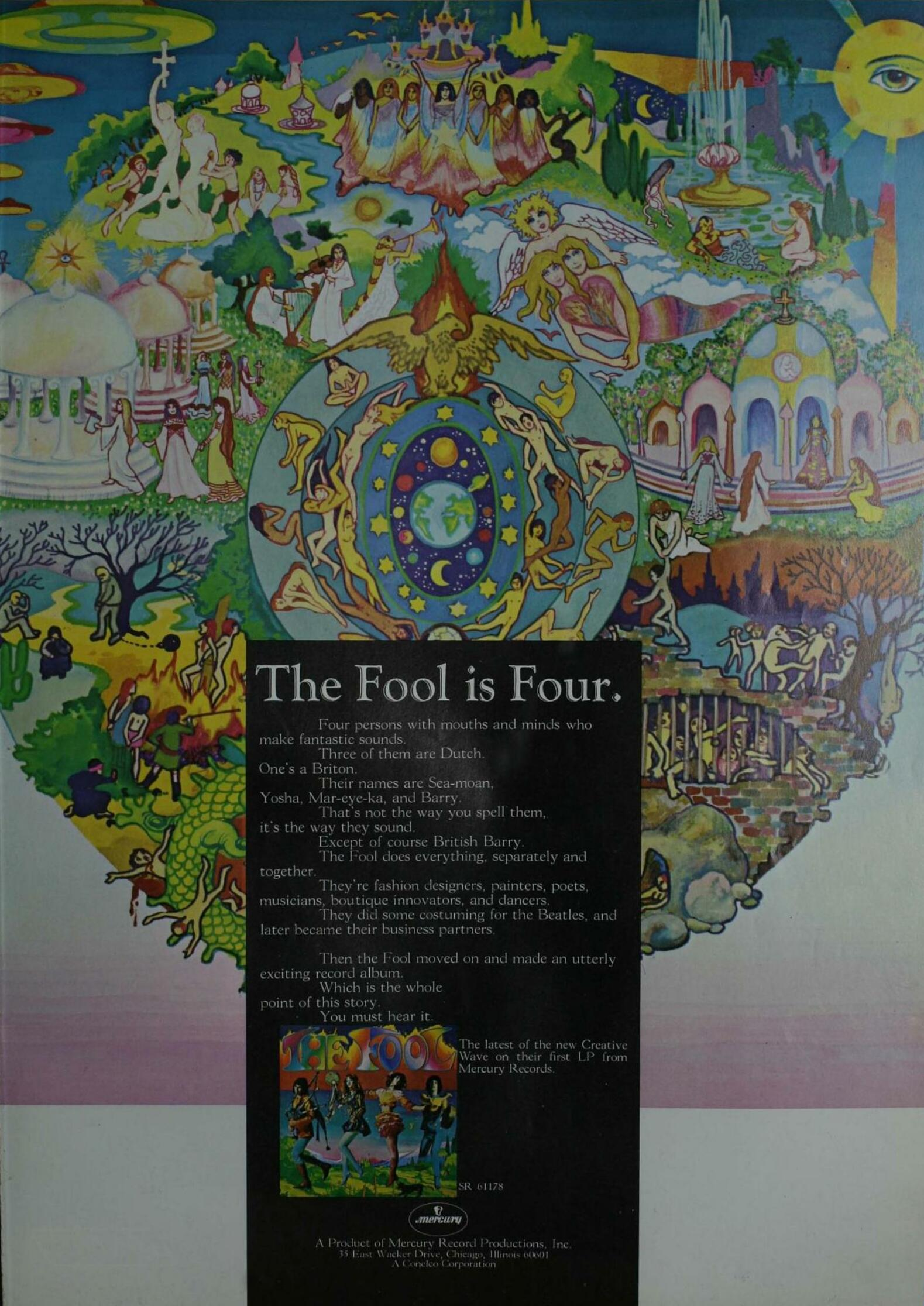
ザ・フール（ザ・フールのアルバム）（1968年）の広告

- アルバム『The Fool』 - The Fool名義 (1968)
- シングル「Rainbow man」(USA) - The Fool名義 (1969)
- シングル「Shining Light」(USA) - The Fool名義 (1969)
- アルバム『Son of America』 - Seemon & Marijke名義 (1971)
- シングル「I saw you」 - Seemon & Marijke名義 (1971)
- シングル「Keep on keepin' on」 - Seemon & Marijke名義 (1972)
- シングル「Vegetable Stew」 - Seemon & Marijke名義 (1972)
- シングル「Dreamboat」 - Seemon & Marijke名義 (1974)